# Piet Schrijvers
Pieter "Piet" Schrijvers (Jutphaas, 15 de dezembro de 1946 – 7 de setembro de 2022) foi um futebolista e treinador de futebol neerlandês. Atuou como goleiro da seleção do seu país de 1971 a 1984.

## Carreira

### Clubes
Após defender RUC e  SEC, Schrijvers iniciou a carreira em 1963, no HVC, mas só apareceu para o futebol em 1965, quando assinou com o DWS.
Seu primeiro grande clube foi o Twente, onde fez 190 partidas entre 1968 e 1974, e viveu o auge defendendo o Ajax por dez temporadas. O goleiro aposentou-se em 1985, aos 38 anos, quando jogava no PEC Zwolle.
Como técnico, exerceu a função em quatro clubes: FC Wageningen (1987-88), FC Oss (1991-93), AZ Alkmaar (1993-94) e PEC Zwolle (1995-96). Chegou ainda a ser treinador de goleiros no PSV Eindhoven e na seleção da Arábia Saudita, além de treinar 4 clubes em seu país (FC Wageningen, FC Oss, AZ Alkmaar e PEC Zwolle).

### Seleção
Pela Seleção Neerlandesa, Schrijvers atuou em 46 jogos entre 1971 e 1984. Disputou as Copas de 1974 e 1978, além das Eurocopas de 1976 e 1980.
Na Copa de 1974, foi reserva de Jan Jongbloed, e em 1978, ambos revezaram a titularidade. Na partida entre Países Baixos e Itália, era o titular, mas acabou se lesionando e perdeu a vaga para Jongbloed, recuperando a titularidade com a aposentadoria deste último, na Eurocopa de 1980.

## Morte
Schrijvers morreu em 7 de setembro de 2022, aos 75 anos de idade.

## Campanhas de destaque
- Países Baixos
  - Vice-campeão das Copas do Mundo de 1974 e 1978